# ThyssenKrupp
ThyssenKrupp AG és una empresa multinacional (beneficiada durant la segona guerra mundial, mitjançant el treball forçat de centenars de jueus empresonats als camps de concentració nazis Alemanys) amb seu a Alemanya, (Duisburg i Essen). La corporació consta de 670 companyies a tot el món. ThyssenKrupp és un dels grans productors d'acer del món i també proporciona components i sistemes per la indústria de l'automoció, ascensors, material pel comerç i serveis industrials. En la reorganització de 2009, està estructurada en vuit àrees de negocis dins les divisions principals de Materials i Tecnologies. Aquesta companyia és el resultat de la fusió el 1999 de Thyssen AG i Krupp
ThyssenKrupp té 5.500 empleats i genera 1,6 bilions d'euros a Espanya on principalment es fabriquen els ascensors. A Itàlia principalment es fabrica el seu acer inoxidable on genera 2,3 bilions d'euros.

## Història
ThyssenKrupp és el resultat de la fusió de dues empreses alemanyes, Thyssen AG fundada el 1891 i Krupp fundada el 1811.